# Svatý Gerlach
Svatý Gerlach je světcem katolické církve.

## Život
Gerlach pocházel z Valkenburgu a zpočátku se věnoval vojenské službě. Byl hrubého a násilného charakteru, a neurvale se choval i k vlastním příbuzným. Smrt manželky, kterou opravdu miloval, u něj způsobila však zásadní změnu. Rozhodl se činit veřejné pokání, a vydal se na kající pouť do Říma. Zde mu bylo jako pokání uloženo, aby vykonal pouť do Jeruzaléma. Tam pak po sedm let konal nejnižší služebné práce v útulku pro poutníky. Po návratu do domoviny nadále žil jako velice přísný asketa. Žil ve vykotlaném kmeni stromu a všelijak se umrtvoval. Se svými kajícími skutky se nijak netajil, u některých řeholních osob to vzbuzovalo podezření, že to dělá schválně. Byl nařčen z pokrytectví, byl vyšetřován, ale byl z nařčení očištěn. V katolické církvi je uctíván jako světec.